# Peixe-gato-gigante
O Peixe-gato-gigante é um peixe que habita o Rio Mekong e devido à pesca excessiva está em perigo de extinção.Também se sabe pouco sobre ele, porque quando tem cerca de 1 ano é difícil de diferencia-lo dos outros peixes do rio. Pode chegar atingir 5,50 m de comprimento e viver cerca de trinta anos.
O seu nome peixe-gato-gigante deriva de seus "bigodes" que lembram os dos felinos, bem como de seu tamanho.